# Ommatius haitiensis
Ommatius haitiensis är en tvåvingeart som beskrevs av Scarbrough 1984. Ommatius haitiensis ingår i släktet Ommatius och familjen rovflugor.
Artens utbredningsområde är Haiti. Inga underarter finns listade i Catalogue of Life.